# Festiwal Barbórkowy Chórów Studenckich
Festiwal Barbórkowy Chórów Studenckich (potocznie Barbórka) – festiwal chórów akademickich, organizowany jest przez Akademicki Chór Politechniki Wrocławskiej.
Jego zasięg jest ogólnopolski, choć w swojej historii miał także edycje międzynarodowe. Pierwszy festiwal odbył się w 1973 i od tamtej pory jest organizowany corocznie. Festiwal ma miejsce we Wrocławiu w grudniu, w okolicach święta patronki górników świętej Barbary.
W programach festiwalu dominuje chóralna muzyka a cappella, a jego finał zwieńcza dzieło oratoryjno-kantatowe z udziałem chórów, orkiestry symfonicznej i solistów.
Wieloletnim dyrektorem festiwalu był Piotr Ferensowicz. Od 2000 dyrektorem artystycznym jest Małgorzata Sapiecha-Muzioł.

## Edycje Festiwalu
| Edycja | Nazwa festiwalu                                              | Czas trwania festiwalu | Plakat/program    |
| ------ | ------------------------------------------------------------ | ---------------------- | ----------------- |
| 31     | XXXI Festiwal Barbórkowy Chórów Studenckich                  | grudzień 2004          | Program festiwalu |
| 32     | XXXII Festiwal Barbórkowy Chórów Studenckich                 | grudzień 2005          | Program festiwalu |
| 33     | XXXIII Festiwal Barbórkowy Chórów Studenckich                | grudzień 2006          | Program festiwalu |
| 34     | XXXIV Festiwal Barbórkowy Chórów Studenckich                 | grudzień 2007          | Program festiwalu |
| 35     | 35 OGÓLNOPOLSKI FESTIWAL CHÓRÓW AKADEMICKICH „BARBÓRKA 2008” | grudzień 2008          | Plakat            |
| 36     | 36. Międzynarodowy Festiwal Barbórkowy Chórów Akademickich   | grudzień 2009          |                   |